# Gentilés du Brésil
Cet article traite des gentilés du Brésil.
 Brésil : Brésilien
- Amazonas
  - Manaus : Manaen (attesté au XIXe siècle chez Jules Verne)[1]

- Bahia : Bahianais
  - Salvador : Sotéropolitain

- District fédéral
  - Brasilia : Brasilien[2],[3]

- Pernambouc : Pernamboucain
  - Recife : Récifien[4]

- Rio de Janeiro
  - Petrópolis : Pétropolitain[1]
  - Rio de Janeiro : Carioque[4] ; Carioca[5]

- São Paulo : Pauliste[4]
  - São Paulo : Pauliste[6] ; Paulistain[4]

- Nordeste : Nordestin